# Старокиївське городище
Київське городище, Старокиївське городище — давнє укріплення, що існувало в дохристиянський період історії Києва в північній частині Старокиївської гори. Займало майданчик площею 1,5 га, захищений з трьох сторін крутими схилами, а з південно-східного напольного боку — дерево-земляними укріпленнями у вигляді валу й рову довжиною до 190 м.
Перші, аматорські, розкопки на Старокиївському городищі були проведені в 19 ст. О. Аннєнковим і А. Муравйовим. На початку 20 ст. дослідження пам'ятки здійснювали В.Хвойка і Д. Мілєєв, у 1930-ті рр. — Т. Мовчанівський і М. Каргер, у 1960—80-ті рр. — П. Толочко, С. Кілієвич, В. Гончаров і В. Харламов. Під час цих робіт було виявлено й досліджено кілька жител 6 і 8—10 ст., інші об'єкти («капище», «палац княгині Ольги»), які пов'язувалися з функціонуванням Старокиївського городища. Завдяки розкопкам Д. Мілєєва (1908—12), Т. Мовчанівського і М. Каргера (1936—39) вдалося визначити трасу рову.
Дискусійними залишаються час функціонування Старокиївського городища, його призначення та характер укріплень. Більшість дослідників вважають, що городище припинило існування у зв'язку з початком будівництва Десятинної церкви 989. Щодо часу спорудження городища серед науковців одностайності немає: за Т. Мовчанівським, М. Каргером, І. Іванцовим — це 8—9 ст.; у 1960—70-х рр. М. Брайчевський і П.Толочко перенесли цю подію на 6—7 ст. і пов'язали її із заснуванням Києва легендарним князем Києм. 2007—10 експедиція Г. Івакіна здійснила нове дослідження рову Старокиївського городища. На думку учасників експедиції, його треба датувати кінцем 9—10 ст.
У зв'язку з контраверсійними поглядами дослідників на час існування Старокиївського городища, кількість і характер виявлених на ньому об'єктів є різні думки щодо його функцій: давнє містотворче ядро Києва; городище-святилище; городище-сховище; фортеця, яка захищала Замкову гору і Поділ з півдня.